# Gmina Garfield (hrabstwo Calhoun)

Położenie Gminy Garfield w hrabstwie Calhoun

Gmina Garfield (ang. Garfield Township) – gmina w USA, w stanie Iowa, w hrabstwie Calhoun. Według danych z 2000 roku gmina miała 230 mieszkańców.